# رياتشي
رياتشي قرية تقع في مقاطعة ريدجو كالابريا في إيطاليا. يبلغ عدد سكانها 1751 نسمة. تقع على بعد حوالي 50 كيلومترا من جنوب كاتانزارو وحوالي 80 كم من شمال شرق ريدجو كالابريا.
يضم متحف ناسيونالي ديلا ماجنا غريسيا في ريدجو كالابريا تماثيل رياتشي (بالايطالية: Bronzi di Riace). وهي تماثيل برونزية يونانية لمحاربين عثر عليها في البحر. 
حازت القرية أيضا على اهتمام في جميع أنحاء العالم من خلال نهجها المبتكر في التعامل مع اللاجئين، فحوالي 200 منهم قد استقروا هناك بين 1700 نسمة، مما أدى إلى تنشيط القرية ومنع إغلاق مدرسة القرية. ورئيس البلدية، دومينيكو لوكانو، جاء في المرتبة الثانية في العالم في منافسة لرؤساء البلديات عام 2010. وكان الفائز عمدة مكسيكو سيتي، التي تضم نحو تسعة ملايين مواطن.

## السكان
في سنة 1861 بلغ عدد السكان 1٬443 نسمة، وتطور العدد ليصل في سنة 2011 لـ 1٬793 نسمة.
يظهر هذا المخطط البياني تطور النمو السكاني لـ رياتشي